# Monte Subásio

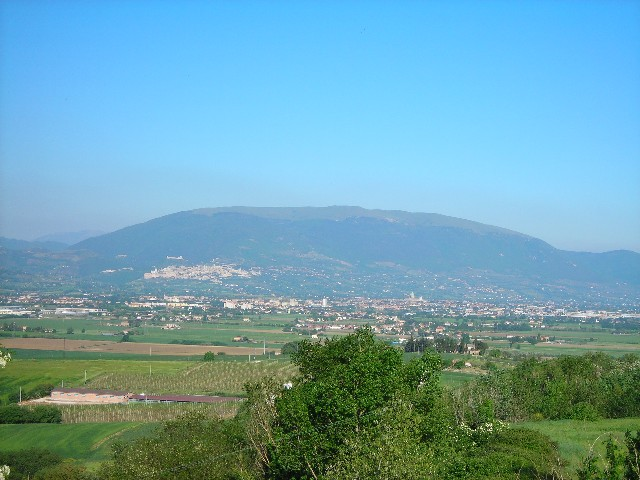
Monte Subásio

O Monte Subásio (em italiano:  Monte Subasio) é uma montanha da cadeia dos Apeninos, localizado na Úmbria. Em seus flancos estão as cidades de Assisi e Spello. Tem uma altitude de 1290 m e seu entorno foi declarado parque natural.